# Jazzy Gabert
Marie Kristin Gabert (nacida el 4 de junio de 1982) es una luchadora profesional, levantadora de pesas, atleta de fuerza y fisicoculturista alemana quien ha competido para diversas empresas independientes europeas bajo el nombre de Alpha Female y Jazzy Gabert. Ha luchado para las empresas World Wonder Ring Stardom, Total Nonstop Action Wrestling (TNA) y WWE, en la cual participó en el primer torneo Mae Young Classic y posteriormente en su marca NXT UK. 
Entre sus logros destacan el haber sido una vez Campeona Mundial de Stardom, una vez Campeona de las Diosas de Stardom y una vez Campeona Artística de Stardom.

## Carrera como luchador profesional

### Carrera temprana (2001-2014)
Gabert comenzó a entrenar en 2001 bajo el ala de Joe E. Legend y Murat Bosporus , así como a otros entrenadores de la promoción de la Federación Alemana de Lucha (GWF). Su primera lucha tuvo lugar el 7 de abril, donde se enfrentó a Wesna y Blue Nikita en un Triple Threat Match bajo el nombre de Jazzy Bi por el Campeonato de Europa Femenino de la NWA Alemania, siendo derrotada por la campeona Wesna. Gabert continuó compitiendo en la GWF. El 20 de abril de 2002 Gabert se asoció con Ahmed Chaer y Chris El Bambikiller en una de seis personas por equipos en un Ladder Match contra Wesna, Carlos Gallero y Fake Dog, que perderían. Dos meses después, el 22 de junio, Gabert se unió a Blue Nikita en una lucha contra Wesna y Missy Blond, que perderían. Ella continuaría luchando contra Nikita y Wesna en Alemania en promociones como Professional Wrestling Alliance (PWA) y European Wrestling Association (EWA) de 2003 a 2006.
Gabert hizo su debut en la promoción Queens of Chaos, ubicada en París, Francia, el 11 de diciembre de 2006, compitiendo en el torneo de una noche para determinar al contendiente número uno del campeonato de la Reina del Caos. Derrotó a Pandora en la primera ronda, solo para perder en las finales a April Hunter durante un partido de eliminación de cuatro esquinas. Gabert regresó a la promoción un mes después, el 21 de enero de 2007, desafiando sin éxito a Hunter por el Campeonato de la Reina del Caos en un Iron Man Match. Dos meses después, el 18 de marzo, Gabert perdió una vez más ante Hunter en una lucha titular.
En enero de 2008, ganó su primer título, el Campeonato Femenino de EWE, en Bilbao, España, contra la luchadora italiana Lisa Schianto. Retuvo su título de EWE en San Fernando, Cádiz, España (14 de abril de 2008) contra la luchadora croata Wesna Busic y también se mantuvo en Sevilla, España (28 de junio de 2008) frente a la sueca Jenny Sjödin.

### Pro-Wrestling: EVE (2010–2013)
El 8 de mayo de 2010, Gabert debutó en la promoción de lucha femenina Pro-Wrestling: EVE con el nombre de Alpha Female en Inglaterra, derrotando a Becky James y Janey B en dos luchas separadas. Cinco meses después, el 16 de octubre, Gabert derrotó una vez más a Destiny y Janey B en dos luchas separadas. El 8 de abril de 2011, Gabert participó en un torneo para coronar la primera Pro-Wrestling: Eve Champion de la empresa, derrotando a Carmel Jacob, Em Jay y Kay Lee Ray en la primera ronda y Shanna en los cuartos de final, solo para perder en la semifinal. Finales para Nikki Storm.

### World Wonder Ring Stardom (2012-2014, 2016)
Gabert hizo su debut en Japón el 7 de abril de 2012 en un evento World Wonder Ring Stardom. El 17 de marzo de 2013, derrotó a Nanae Takahashi coronándose como Campeona Mundial de Stardom siendo la primera extranjera en ganar el título máximo. Continuó luchando en la empresa en varias luchas individuales y de equipo, antes de perder el título ante Io Shirai el 29 de abril. Gabert regresó a la empresa, cuatro meses después, el 17 de agosto, enfrentando a Hiroyo Matsumoto en una lucha que terminó en un empate. En septiembre compitió en el torneo Stardom 5STAR Grand Prix, derrotando a Kairi Hojo, Io Shirai y Dark Angel, antes de perder ante Takahashi en la final. Dos meses después, el 4 de noviembre, Gabert se unió a Kyoko Kimura y The Female Predator "Amazon" y derrotó a Kairi Hojo, Kaori Yoneyama y Yuhi coronándose como las Campeonas Artística de Stardom, solo para perderlo ante el equipo de Hiroyo Matsumoto, Mayu Iwatani y Miho Wakizawa el 29 de diciembre, terminando su reinado a los 55 días.
Gabert también compitió en el torneo del equipo de Goddesses of Stardom, formando equipo con Amazon y derrotando a tres equipos diferentes, y perdiendo ante Act Yasukawa y Kyoko Kimura en las finales. El 26 de enero de 2014, Gabert se unió a Kimura y derrotó a Miho Wakizawa y Nanae Takahashi para ganar el Campeonato de las Diosas de Stardom. Perdieron el título ante Kairi Hojo y Nanae Takahashi el 10 de agosto. Después del combate, Gabert y Kimura rompieron su asociación.
Gabert regresó a Stardom en marzo de 2016, desafiando sin éxito a Io Shirai por el Campeonato Mundial de Stardom el 26 de marzo. El 21 de mayo, Gabert participó en un torneo para coronar a la primera Campeona Mundial de SWA, pero fue eliminada en su primera ronda ante Santana Garrett.

### Total Nonstop Action Wrestling (2014)

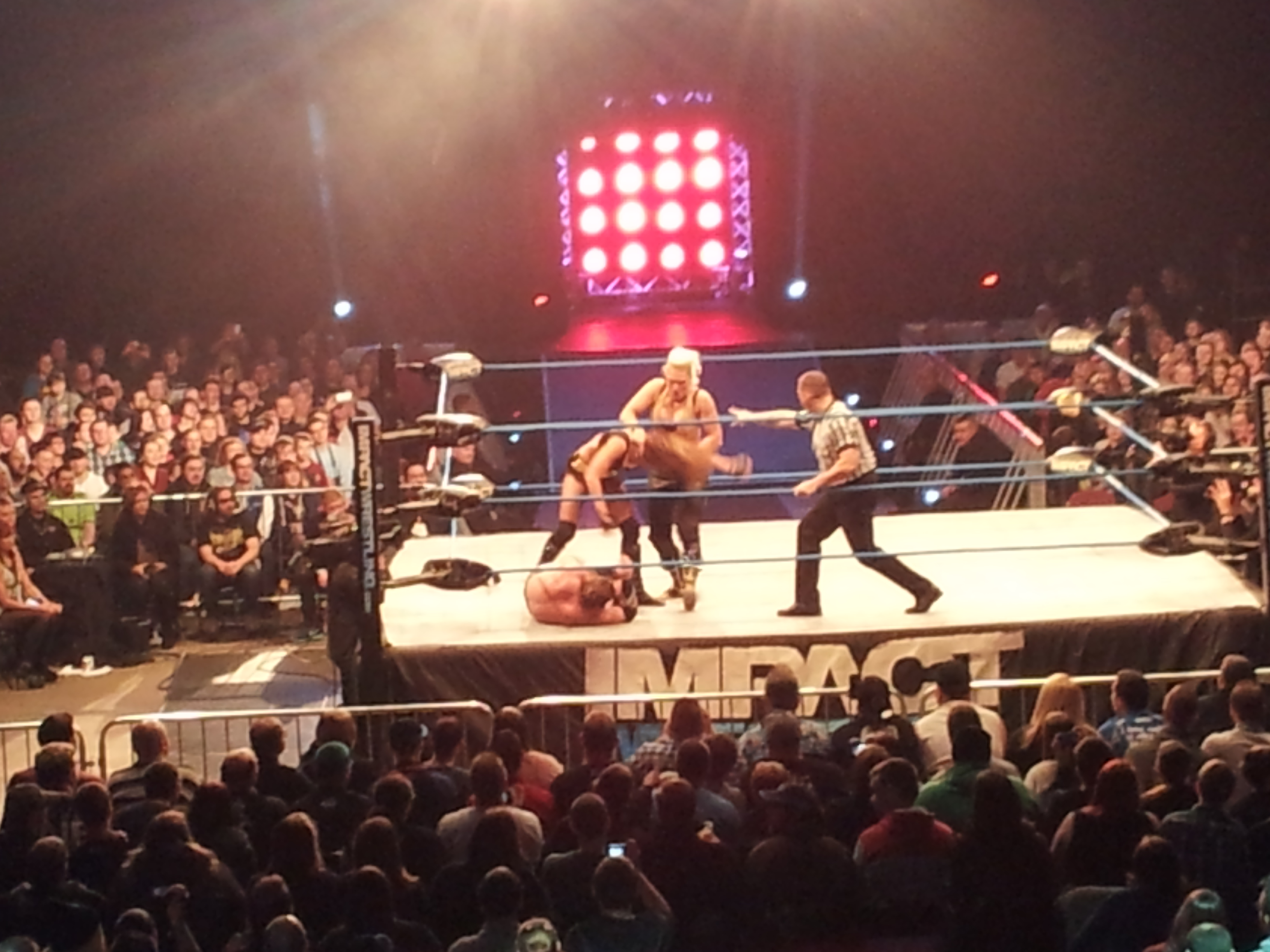
Gabert debutó en TNA en 2014, atacando a Velvet Sky.

En enero de 2013, Gabert recibió una prueba en la empresa Total Nonstop Action Wrestling (TNA) durante su gira anual en Inglaterra. Un año más tarde, Gabert regresó a la compañía y compitió en una lucha contra ODB en TNA Xplosion, pero la lucha terminó sin resultado después de que ambas mujeres derribaran al árbitro, y luego hicieran su debut televisado como heel atacando a Velvet Sky y alineándose con Chris Sabin. El 27 de febrero en Impact!, Gabert se asoció con Lei'D Tapa derrotando a Velvet Sky y Madison Rayne.
Ella recibió una oferta de TNA, pero eligió trabajar en Japón.

### WWE (2017, 2019-2020)
En junio de 2017, Gabert fue seleccionada como una de las 32 competidoras en el primer Mae Young Classic, donde perdió ante Abbey Laith en la primera ronda el 13 de julio. La noche siguiente, compitió en una lucha de seis mujeres junto a Kay Lee Ray y Tessa Blanchard, donde derrotaron a Marti Belle, Santana Garrett y Sarah Logan.
El 13 de marzo de 2018, después de una cirugía exitosa, declaró que intentaría ingresar a la WWE una vez más, declarando "Voy a enviar mi IRM a los médicos de la WWE, y si me dicen que está listo para ir, daré es otro intento. Para ser honesto, no estoy seguro si quiero seguir luchando de manera independiente porque lo he estado haciendo durante 17 años. Con la lucha independiente, es muy difícil". En julio, fue aprobada para la acción.
En NXT UK TakeOver: Blackpool el 12 de enero de 2019, Ray y Gabert aparecieron en el ringside. Más tarde se confirmó que los dos habían firmado con WWE. El 15 de mayo de 2019 en NXT UK, Gabert hizo su debut durante un combate entre Killer Kelly y Xia Brookside, atacando a los dos en el proceso y alineándose con Jinny como su ejecutor. 
En enero de 2020, Marie decidió pedir su liberación de WWE, Gabert anunció que prefería cumplir otros sueños haciendo varias cosas y el horario con NXT UK no se lo permitiría.

## Campeonatos y logros
- Association Biterroise de Catch
  - ABC Women's Title #1 Contendership Tournament (2013)[12]

- Championship Of Wrestling
  - cOwO Ladies Championship (2 veces, actual)[13]

- Deutsche Wrestling Allianz
  - DWA Women's Championship (1 vez)

- Eventos de Wrestling Europeo
  - EWE Women's Championship (1 vez, actual)

- Extreme American Wrestling
  - EAW Tag Team Championship (1 vez) - con Mark Massa

- Pro Evolution Wrestling
  - Pro Evolution Women's Championship (1 vez)[14]

- Pro-Wrestling: EVE
  - Pro-Wrestling: EVE Championship (1 vez)

- Swiss Wrestling Entertainment 
  - SWE Ladies Championship (1 vez)[15]

- Turkish Power Wrestling
  - TPW Ladies Crown (1 vez, actual)

- Westside Xtreme Wrestling
  - Femmes Fatales (2016)[16]

- World Wonder Ring Stardom
  - World of Stardom Championship (1 vez)
  - Goddess of Stardom Championship (1 vez) – con Kyoko Kimura
  - Artist of Stardom Championship (1 vez) – con The Female Predator "Amazon" & Kyoko Kimura

- Pro Wrestling Illustrated
  - Situada en el Nº48 en los PWI Female 50 de 2017[17]